# Archivio Luzzatti
L'archivio Luzzatti è conservato nelle strutture dell'Istituto Veneto di Scienze, Lettere ed Arti, presso palazzo Loredan a Venezia.
Le carte conservate rappresentano una fonte per la storia italiana ed europea tra il 1870 e il 1927, per via della statura politica e culturale di Luigi Luzzatti.

## Storia archivistica
Nel 1930 uno dei figli di Luigi, Aldo Luzzatti, scrisse a Giovanni Bordiga, segretario dell'Istituto Veneto, chiedendo di accogliere il lascito di carte, libri, fotografie, mobili, ricordi personali del padre. La donazione venne formalizzata il  25 marzo del 1932. Nel giugno del 1932 arrivarono, da Roma, i fondi della biblioteca, mentre per quel che riguarda l'archivio venne inviato, per parti, in un lasso di tempo di quasi trent'anni. In questo tempo l'archivio venne custodito a Roma nell'Accademia Nazionale dei Lincei per consentire a Elena Carli di completare le pubblicazioni di  Opere e Memorie ove si raccoglievano gli scritti di Luzzatti. L'ultimo volume venne pubblicato nel 1966. Dopo questa data tutto il materiale venne spedito a Venezia, arrivando alla sua completezza nel 1969. 
Nel 1972 partì un primo riordino delle carte e la produzione di un primo inventario, il lavoro durò 5 anni. Nel 1982 venne terminato il riordino delle carte, e nel 1985, dopo opportuni lavori di restauro, l'archivio e la biblioteca Luzzatti trovarono sede in una stanza al terzo piano di 
Palazzo Loredan.
Dopo finanziamento da parte dello Stato italiano, si poté passare alla descrizione informatica dell'archivio, inserendo i dati in una database consultabile in internet chiamato Archivi del Novecento.

## I documenti
Il fondo è ordinato in due sezioni la  Corrispondenza e gli Atti. La sezione Corrispondenza comprende  fascicoli intestati a persone o enti, corrispondenza di Luigi Luzzati e fascicoli cronologici. Nella sezione Atti si possono trovare invece documenti relativi ad ambiti specifici dell'attività di Luzzatti, indicati nella dicitura degli incartamenti.
L'archivio è costituito da circa 100 buste facenti parte della sezione "corrispondenti" e 300 buste facenti parte della sezione "atti". Nella sezione "corrispondenti" vengono conservati quasi 5.000 fascicoli, ognuno riservato a un unico corrispondente, per un totale di 35.000 documenti. Il riordino delle buste è iniziato vent'anni fa con l'elencazione delle 100 buste della corrispondenza. Successivamente sono state schedate, con schede archivistiche, sia la sezione della corrispondenza sia quella degli atti. Nel 2008 è stata approfondita la schedatura archivistica con la creazione di indici ragionati.